# ゴメス・ペレイラ

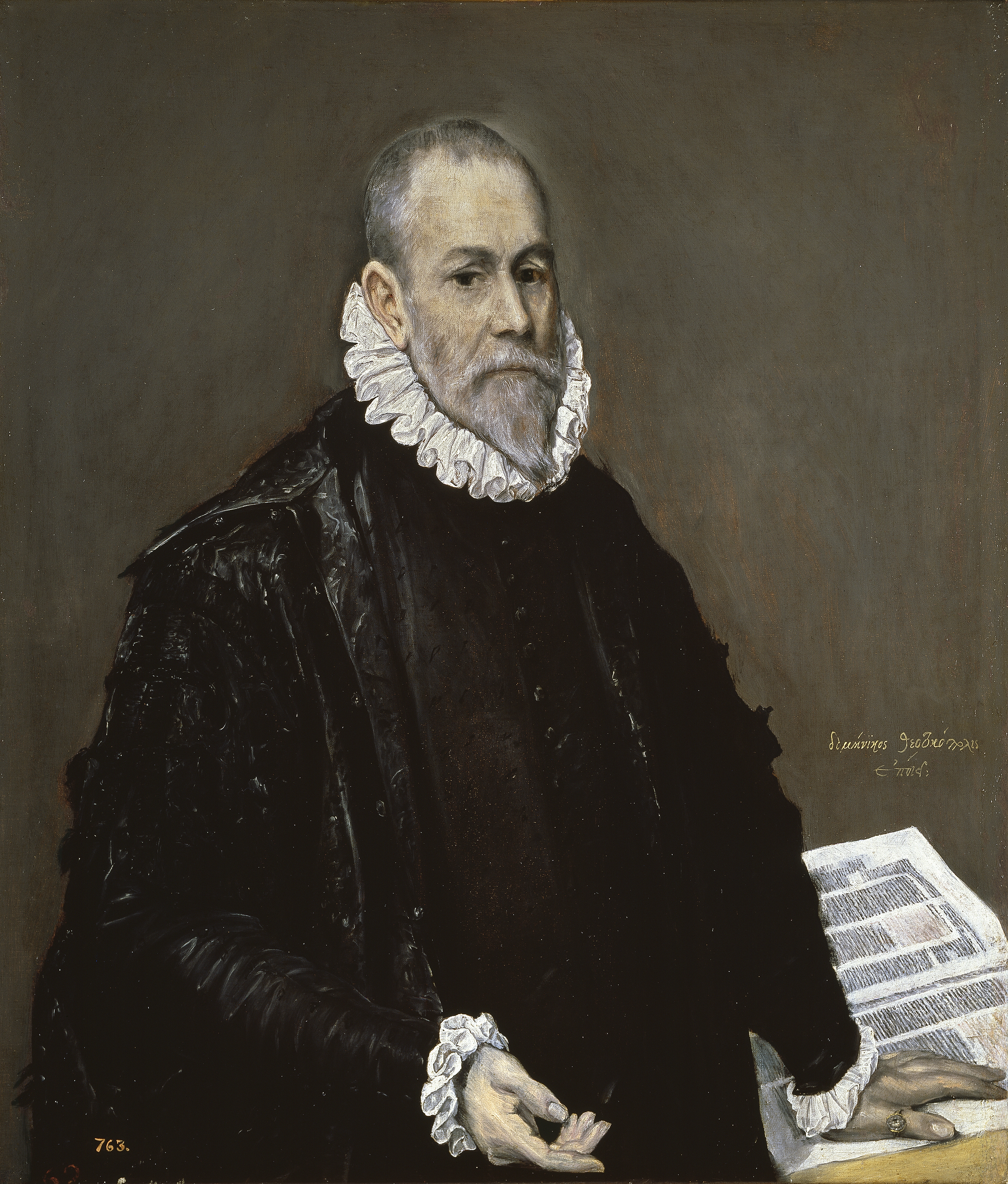
画家による肖像画

ゴメス・ペレイラ（Gómez Pereira、1500年 – 1558年）は、スペインの医師、哲学者、人文主義者である。メディナ・デル・カンポ出身。その思想は、後世のルネ・デカルトに影響を与えたことで知られ、中世医学の誤解を是正し、実験的手法を提唱した先駆者の一人として評価されている。

## 生涯
ゴメス・ペレイラは1500年に現在のスペイン、カスティーリャ・イ・レオン州のメディナ・デル・カンポで生まれた。生年については諸説あるが、一般的には1500年であるとされている。彼は医師としての教育を受け、その生涯を通じて医療実践に従事した。また、医師の傍ら実業家やエンジニア、哲学者としても活動した。1558年に58歳で死去した。

## 主要著作
ペレイラの最も重要な著作は、1554年に出版された『アントニアーナ・マルガリタ（Antoniana Margarita）』である。この著作は、当時の自然哲学、医学、神学の分野にわたり、彼の革新的な思想が展開されている。

## 思想・哲学
ペレイラの哲学は、その後の17世紀の思想、特にルネ・デカルトの哲学に大きな影響を与えたとされている。彼の主要な哲学的貢献は以下の点にある。
- 動物機械論の提唱：ペレイラは、動物は理性、理解、思考、感覚を持たず、機械であるという思想を明確に主張した。これは、動物は魂を持たず、刺激に対して機械的に反応するというもので、デカルトの提唱した「ベト・マシーヌ（bête-machine、動物機械）」の概念に先行するものである。
- 心身の統一性：心と身体は本質的に統一されたものであり、概念的にのみ分離可能であるという見解を示した。
- 認識論と唯名論：知識の獲得方法や普遍概念の存在に関する考察を行い、唯名論的な立場を表明した。
- 心理学：魂の性質や、身体と魂の関係について考察を行った。

## 医学への貢献
ペレイラは医学分野においても革新的な見解を示した。彼は当時の一般的な見解やギリシア・アラブの医学論文に反して、発熱を病気の症状ではなく、体が病気と戦うためのメカニズムであると説明した。これは、中世医学における誤解を是正し、経験と観察に基づいた実験的な医療アプローチの重要性を強調するものであった。彼は、スペイン・ルネサンス期の学者として、フアン・ウアルテ・デ・サン・フアンやミゲル・サブコとともに、脳の機能について考察した初期の思想家の一人として位置づけられる。

## 参考情報
- Gómez Pereira - Stanford Encyclopedia of Philosophy
- About: Gómez Pereira - DBpedia
- Enrique Chávez-Arvizo, Are Animal Machines? Gómez Pereira and Descartes on Animal Minds - PhilPapers
- Gómez Pereira's “Antoniana Margarita”: A Work on Natural Philosophy, Medicine and Theology. José Manuel García Valverde and Peter Maxwell-Stuart - Cambridge University Press
- [The examination of men's wits by Juan Huarte de San Juan, and the dawn of the neurobiology of intelligence in the Spanish renaissance] - PubMed